# Ибигава
Ибигава (яп. 揖斐川町 Ибигава-тё:) — посёлок в Японии, находящийся в уезде Иби префектуры Гифу. Площадь посёлка составляет 803,68 км², население — 22 083 человека (1 июля 2014), плотность населения — 27,48 чел./км².

## Географическое положение
Посёлок расположен на острове Хонсю в префектуре Гифу региона Тюбу. С ним граничат города Мотосу, Оно, Майбара, Нагахама и посёлки Таруи, Оно, Икеда, Икеда, Минамиэтидзен.

## Население
Население посёлка составляет 22 083 человека (1 июля 2014), а плотность — 27,48 чел./км². Изменение численности населения с 1980 по 2005 годы:
| 1980 | 31 171 чел. |  |
| 1985 | 30 226 чел. |  |
| 1990 | 29 156 чел. |  |
| 1995 | 28 368 чел. |  |
| 2000 | 27 453 чел. |  |
| 2005 | 26 192 чел. |  |

## Символика
Деревом посёлка считается Zelkova serrata, цветком — Prunnus persica.